# دايل إدوارد وولف
دايل إدوارد وولف (بالإنجليزية: Dale E. Wolf)‏ هو سياسي أمريكي، ولد في 6 سبتمبر 1924 في كيارني في الولايات المتحدة. حزبياً، نشط في الحزب الجمهوري. وقد انتخب حاكم ولاية ديلاوير ‏ (31 ديسمبر 1992 – 19 يناير 1993).